# Vitaly Tseshkovsky

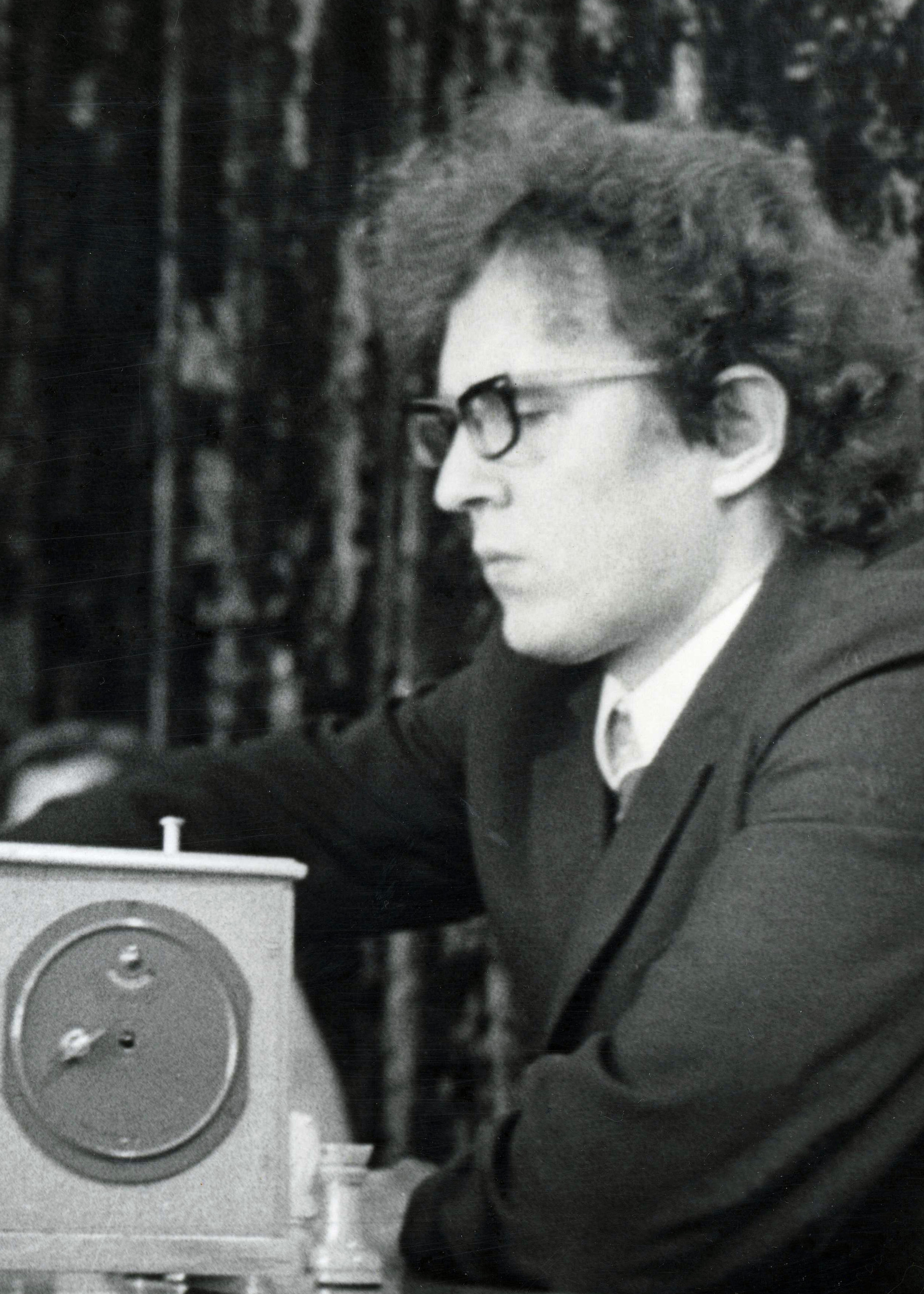

Vitaly Valeryevich Tseshkovsky (em russo:  Виталий Валерьевич Цешковский; Omsk, 25 de setembro de 1944 - Krasnodar, 24 de dezembro de 2011) foi um Grande Mestre de xadrez russo-soviético e campeão da URSS em 1978 e em 1986.

Ele recebeu o título de Mestre Internacional em 1973 e se tornou Grande Mestre Internacional em 1975.
Suas principais conquistas em torneios incluem a primeira em Leipzig 1975, Dubna 1976, Yerevan 1980, Banja Luka 1981, Sochi 1981 e Minsk 1982. Ele foi co-campeão do Campeonato Soviético de 1978 (com Mikhail Tal ) e campeão do Campeonato de 1986.Ele venceu partidas contra vários campeões mundiais: Vasily Smyslov na Spartakiada de Moscou 1974; Tal em Sochi 1970 e o jovem Garry Kasparov no Campeonato Soviético de 1978. Tseshkovsky quase se classificou para o Torneio de Candidatos ao Campeonato Mundial quando terminou em quarto lugar no Interzonal de Manila de 1976, uma posição a menos do que o necessário para avançar para a próxima fase. Na 27ª Olimpíada de Xadrez em 1986, ele marcou 2½  em  5 como o segundo tabuleiro reserva, ajudando a equipe da URSS a conquistar a medalha de ouro.
Seu resultado de 6 em 9 em São Petersburgo em 2004 qualificou Tseshkovsky para jogar a final do Campeonato Russo daquele ano, ao lado dos sete melhores jogadores da Rússia (incluindo Garry Kasparov, que foi o campeão). Em 2008, ele empatou em primeiro lugar com Farrukh Amonatov e Anton Filippov no torneio Memorial Georgy Agzamov em Tasquente. No ano seguinte, ele conquistou o primeiro lugar no mesmo torneio. Tseshkovsky venceu o Campeonato Europeu de Xadrez Sênior em 2009 e 2010.
Na abertura, a sua escolha principal era 1.e4 com as peças brancas. Com as pretas, ele jogava contra 1.e4 a Abertura Ruy Lopez, Defesa Siciliana e Defesa Pirc, e contra 1.d4 a Defesa Grünfeld e o Gambito Benko.
Tseshkovsky manteve um alto nível de jogo ao longo de sua carreira, registrando seu maior rating Elo de 2600 em outubro de 2005. Como treinador, ele ajudou muitos jogadores de alto nível, incluindo Vladimir Kramnik, Bartlomiej Macieja e Boris Savchenko .
Ele morreu em 24 de dezembro de 2011 em Krasnodar.